# Рукометна репрезентација Луксембурга
Рукометна репрезентација Луксембурга представља Луксембург у међународним такмичењима у рукомету. Налази се под контролом Рукометног савеза Луксембурга.

## Учешћа репрезентације на међународним такмичењима

### Олимпијске игре
Није учествовала

### Светска првенства
| Првенство             | Турнир                | Пласман   | ИГ | П | Н | И | ГД | ГП  | ГР   |
| --------------------- | --------------------- | --------- | -- | - | - | - | -- | --- | ---- |
| Западна Немачка 1954. | Није се квалификовала | -         | -  | - | - | - | -  | -   | -    |
| Источна Немачка 1958. | Прва фаза             | 16. место | 3  | 0 | 0 | 3 | 20 | 128 | -108 |
| 1961. до 2011.        | Није се квалификовала | -         | -  | - | - | - | -  | -   | -    |
| Укупно                | 1/22                  |           | 3  | 0 | 0 | 3 | 20 | 128 | -108 |

### Европска првенства
Није учествовала